# La Ville empoisonnée
Pour plus de détails, voir Fiche technique et Distribution.
La Ville empoisonnée (The Walls of Jericho) est un film américain  en noir et blanc réalisé par John M. Stahl en 1948, adapté du roman de Paul I. Wellman paru en 1947.

## Synopsis
A Jericho, Kansas, dans les années 1910, (président Taft), le procureur du comté Dave Connors est coincé dans un mariage malheureux avec sa femme Belle. Il invite ses amis, Tucker et Algeria Wedge, récemment mariés, à lui rendre visite.
Algeria est secrètement attirée par Dave et est frustrée qu'il ne lui rende pas ses sentiments. Lorsque Dave décide de se présenter aux élections sénatoriales, Algeria encourage Tucker à se présenter également, dans le but de rendre Tucker plus proche de Dave.
Dave retrouve une vieille amie, Julia Norman. Elle est amoureuse de Dave depuis l'enfance, et comme ils passent plus de temps ensemble, Dave commence à tomber amoureux d'elle aussi. Ils entament une liaison, mais ils se sentent coupables du mariage de Dave avec Belle. Julia décide de quitter Jericho.
Marjorie Ransom, une amie commune de Dave et Julia, s'enfuit de chez elle un soir et tue accidentellement un homme qui la harcelait. Elle demande de l'aide à Julia, qui accepte, avec Dave, de l'aider. Algeria apprend la liaison de Julia et Dave et utilise cette information pour gâcher le procès et ruiner les chances de Dave d'être élu sénateur. Algeria révèle à Belle l'infidélité de Dave. Belle tire sur Dave, laissant Julia défendre Marjorie au tribunal. Julia profite de l'occasion pour défendre sa relation avec Dave et pour remettre en question publiquement l'obsession d'Algeria pour Dave. Marjorie est déclarée non coupable. Le film se termine avec Julia allant rendre visite à Dave à l'hôpital.

## Fiche technique
- Titre français : La Ville empoisonnée
- Titre original : The Walls of Jericho
- Réalisation : John M. Stahl
- Scénario : Lamar Trotti d'après le roman de Paul Wellman
- Production : Lamar Trotti
- Société de production : Twentieth Century Fox
- Musique : Cyril J. Mockridge et Alfred Newman
- Photographie : Arthur C. Miller
- Montage : James B. Clark
- Direction artistique : Maurice Ransford et Lyle R. Wheeler
- Décorateur de plateau : Paul S. Fox et Thomas Little
- Costumes : Kay Nelson et Charles Le Maire
- Pays de production : États-Unis
- Format : noir et blanc - Son Mono
- Genre : Drame
- Durée : 106 min
- Date de sortie :
  - États-Unis : 4 août 1948 (New York)

## Distribution
- Cornel Wilde : Dave Connors
- Linda Darnell : Algeria Wedge
- Anne Baxter : Julia Norman
- Kirk Douglas : Tucker Wedge
- Ann Dvorak : Belle Connors
- Marjorie Rambeau : Mme Dunham
- Henry Hull : Jefferson Norman
- Colleen Townsend : Marjorie Ransome
- Barton MacLane : Gotch McCurdy
- Griff Barnett : Juge Hutto
- William Tracy : Cully Caxton
- Art Baker : Peddigrew

Acteurs non crédités
- Morgan Farley : un propriétaire
- Whitford Kane : le juge Foster
- Hope Landin : Mme Hutto